# Efectul Early

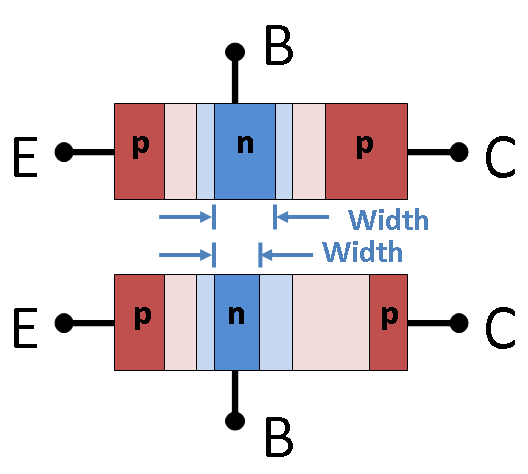
Efectul Early la un tranzistor bipolar de tip pnp. Sus, se observă lărgimea bazei la polarizare inversă cu tensiuni mici. Jos, baza este mai mică, la polarizare inversă cu tensiuni mari. Culorile mai deschise reprezintă regiunea de sarcină spaţială.

În electronică, efectul Early constă în modererea lărgimii bazei unui tranzistor bipolar la variația tensiunii aplicate invers la joncțiunea colector-bază. În rezultat apar niște abateri de la funcționarea normală a tranzistorului, de exemplu prin creșterea curentul prin emitor și a tensiunii emitor-bază.
Efectul Early a fost denumit după desoperitorul său, inginerul american James M. Early (1922–2004). 